# Color polític

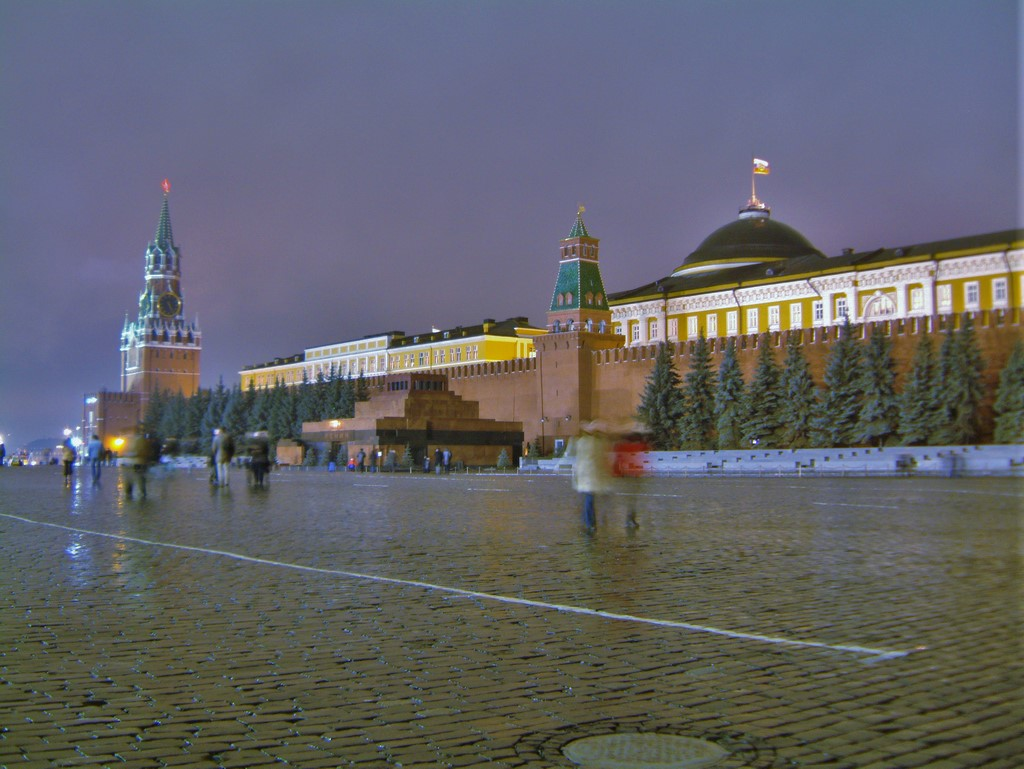
Imatge de la Plaça Roja de Moscou. Nom erròniament associat al vermell polític, puix que ja es deia així abans de l'arribada del comunisme.

Els colors polítics són una sèrie de colors que, associats a les diverses ideologies polítiques, s'utilitzen com a signe i símbol d'identificació i com a afirmació identitària, en la major part dels casos coincidint amb el de les banderes o algun altre aspecte de la simbologia política, particularment el color de les camises. No obstant això, a vegades l'ús d'alguns colors coincideix en ideologies polítiques molt oposades. També s'associen els colors polítics a altres moviments molt lligats a la política, com els diversos moviments socials o la propugnació de diversos sistemes econòmics.
Els colors com el blau i el vermell són d'entre els més usats per la seva associació a la dreta i esquerra política respectivament. Tenen una tradició fins i tot més antiga que el mateix origen del concepte d'espectre polític (esquerra-dreta) originat en la Revolució Francesa, ja que incloïen en una expressió molt estesa per designar les diferències socials: l'oposició entre sang blava i sang vermella. D'altra banda, l'oposició de vermell i negre, originada en la distinció entre uniformes (simbolitzant la Revolució) i (sotanes simbolitzant l'Antic Règim), ha estat molt utilitzada pel mateix motiu.
Els colors també s'utilitzen simbòlicament en gran nombre de situacions, caràcters, moviments, associacions, equips esportius, etc. encara que aquests aspectes no tenen res a veure amb la política, a vegades es barregen.

## Groc

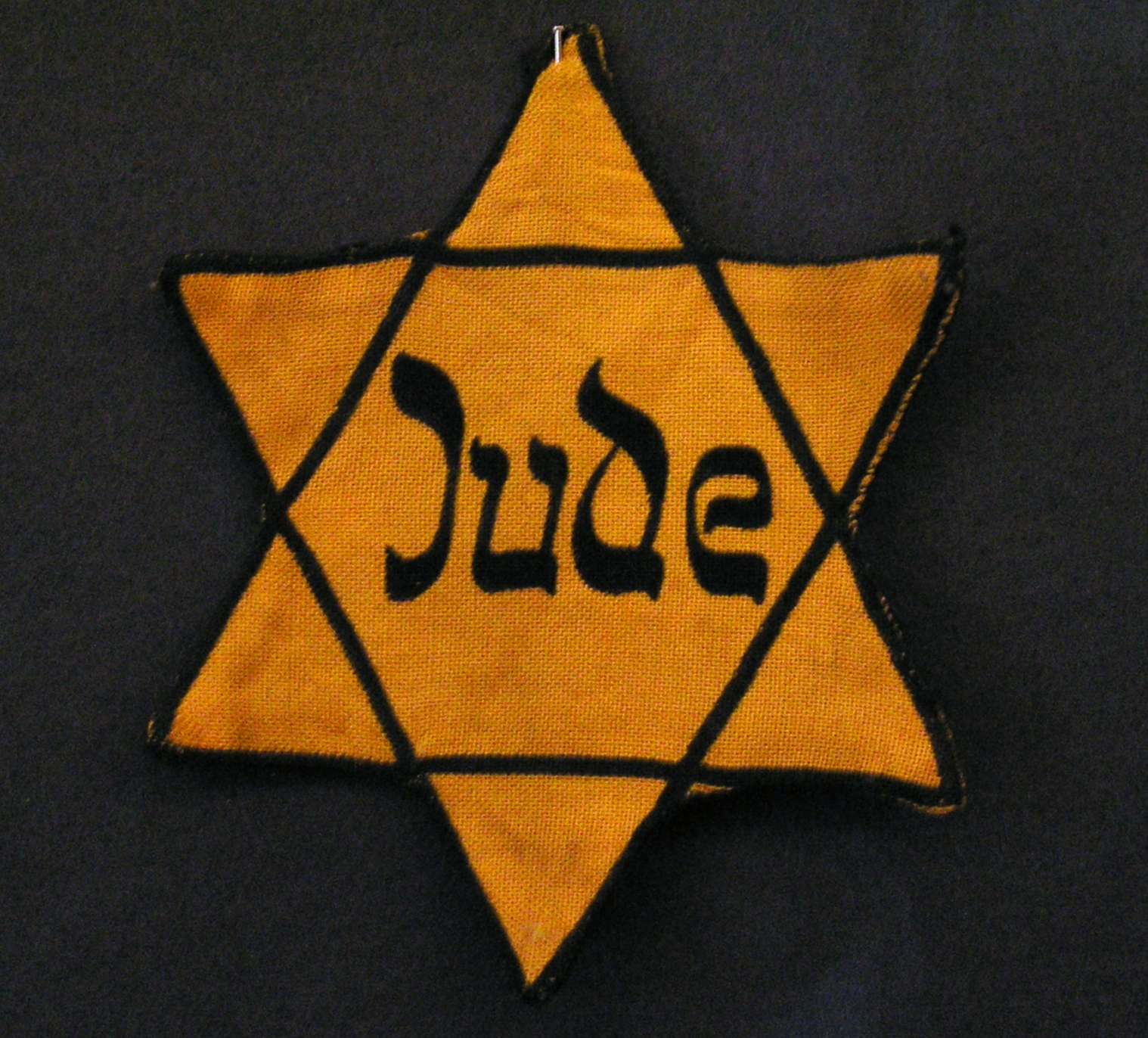
La insígnia groga o Judenstern (en alemany).

En la majoria dels països europeus el groc s'associa als partits liberals incloent l'Aliança dels Liberals i Demòcrates per Europa i els liberaldemòcrates britànics.

### Índia
El groc daurat o groc safrà és representatiu del nacionalisme hindú a l'Índia (Hindutva).

### Judaisme
El color groc també s'associa al judaisme i al sionisme (vegeu insígnia groga). En el segle xix a Europa algunes vegades es feia referència als jueus com la internacional groga.

### Mèxic
A Mèxic el Partit de la Revolució Democràtica és un partit d'esquerra que usa el groc en lloc del vermell, com se sol fer en els partits comunistes o socialdemòcrates.
A Mèxic els camises daurades foren un grup antisemita pronazi durant els anys 20 i 30 que estava vinculat a l'Acció Revolucionària Mexicanista. Sorgiren a causa de la proliferació de població jueva a les ciutats mexicanes. Aquest augment d'estrangers a Mèxic xocava amb la política nacionalista del govern d'aleshores.

## Blau

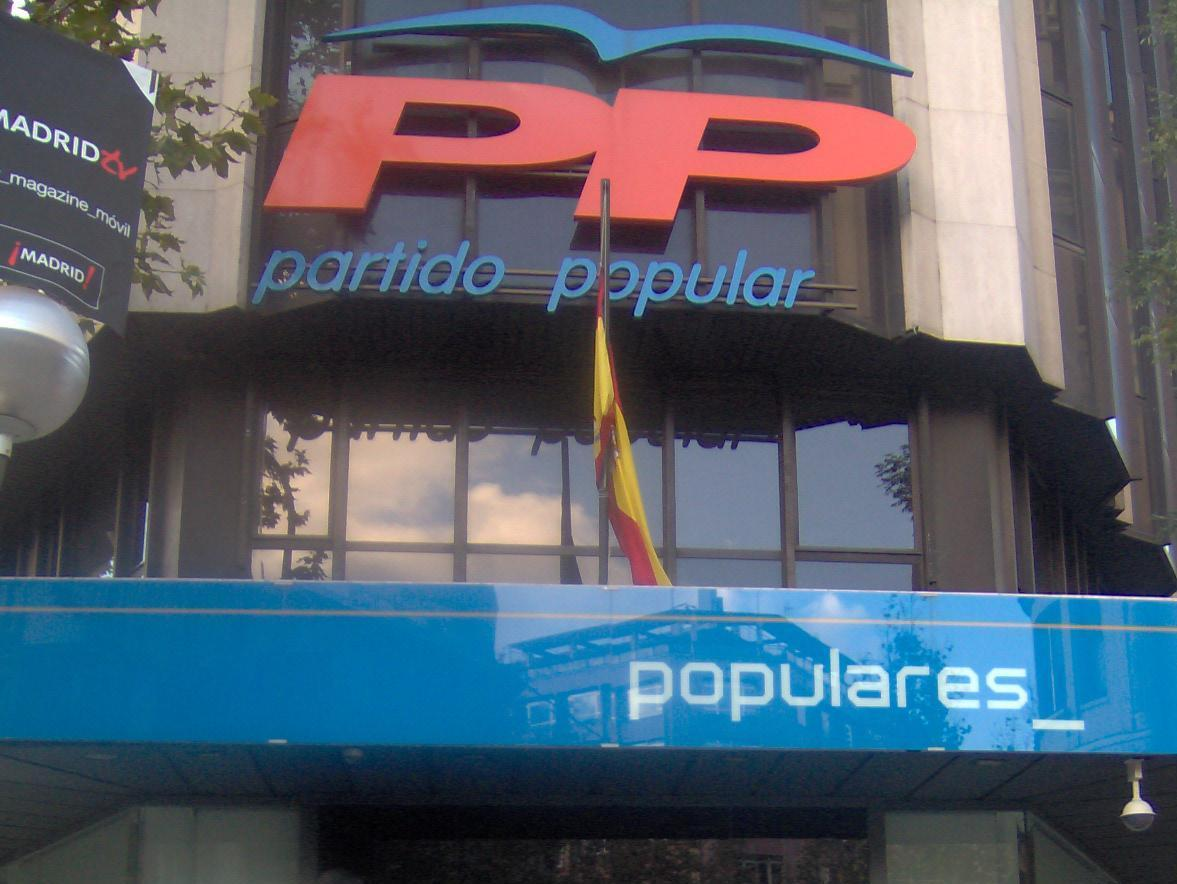
Seu del Partit Popular.

Bandera dels blueshirts irlandesos.

Avui dia s'associa generalment aquest color a la dreta política, com ara amb el Partit Popular, encara que el color taronja és també un color recurrent per a aquest tipus de partits (democristians).

### Camises blaves
A banda d'usos anteriors, des dels anys trenta el color blau es vincula al falangisme, pel color blauet dels camisas azuis del Movimento Nacional-Sindicalista portuguès que fou fundat el 1932, un any abans que la Falange Espanyola. La Falange adoptà part dels seus distintius, com és ara les camises blaves. Tots dos partits com el feixisme italià, negaven la possibilitat d'ubicar-se en l'espectre polític d'esquerres i dretes i es proposaven com a Tercera posició. La identificació del feixisme amb la Falange, en seves diverses denominacions i fases històriques és un assumpte molt controvertit.
Uns altres partits propers al feixisme utilitzaren el color blau, com els blueshirts en l'àmbit anglosaxó (Regne Unit, Irlanda, Canadà i Estats Units). A la Xina també existí la Societat de Camises Blaves vinculada al Kuomintang als anys trenta, inspirada parcialment en el feixisme europeu. L'usaren també a França el Mouvement Franciste (Moviment Francista) i Solidarité Française (Solidaritat Francesa).

### Espanya
A part de l'ús de la camisa blava, aquest color donà nom també a la Divisió Blava, formada per voluntaris falangistes, que participaria en la Segona Guerra Mundial contra l'URSS.
El 1983, com a protesta pel segrest de Julio Iglesias Zamora fet per Euskadi Ta Askatasuna (ETA), la coordinadora Gesto por la Paz d'Euskal Herria feu una crida a usar tires de tela blava subjectades amb una imperdible per a reclamar-ne l'alliberament i expressar el refús d'ETA. El llaç proposat originalment per Gesto por la Paz tenia forma de A (inicial de Askatu, alliberar en basc), encara que també s'utilitzaren llaços en forma de bucle. Gesto por la Paz tornà a demanar l'ús del llaç blau com a protesta contra els següents segrestos d'ETA. En 2007, dirigents del Partit Popular feren una crida a usar el llaç blau com a protesta per la política penitenciària del govern del Partit Socialista Obrer Espanyol, cosa que Gesto por la Paz desaconsellà, perquè instava a mantenir el caràcter unitari del símbol.

### Imperi Romà d'Orient
A l'Imperi Romà hi havia quatre equips de quadrigues que competien en els circs romans: la vermella (russata), la blanca (albata), la blava (veneta) i la verda (prasina). D'aquests, solament romandrien els dos últims: els blaus (venetoi) i els verds (prasinoi).
Amb la desintegració de l'imperi Romà d'Occident aquests equips seguirien disputant-se el lideratge en els hipòdroms de l'Imperi Romà d'Orient. Amb el temps cada facció no solament representà una oposició esportiva, sinó també una oposició política i religiosa.
Els blaus eren acèrrims catòlics i acostumaven a representar la classe terratinent i l'antiga aristocràcia grecoromana, afirmaven la seva ortodòxia teològica donant suport al Concili de Calcedònia (també se'ls anomenava calcedonis), foren afavorits per l'emperador Justianià, fervent venetoi, durant el seu regnat.

### Romania
A Romania, els Lăncieri foren el primer moviment a adoptar camises de color blau en els anys 20 i 30 a imitació de les camises negres del feixisme italià. Era un grup violent del qual se separà com a grup la Guàrdia de Ferro, que optà per les camises verdes.

### Mèxic
A Mèxic el Partit d'Acció Nacional és un partit que es caracteritza per ser de dreta que fa servir el blau en el seu logo. El PAN és un partit polític conservador i democristià, encara que internament hi ha diversos corrents, que van des del centre a la dreta.

### Estats Units d'Amèrica
El Partit Demòcrata dels Estats Units utilitza el color blau. La seva posició més a l'esquerra o a la dreta del Partit Republicà dels Estats Units ha variat històricament i ara com ara es considera el principal partit d'esquerra o liberal, en el sentit que aquesta expressió té en els Estats Units i que no coincideix sempre amb el que té a Europa.

### Institucions internacionals
Diverses organitzacions internacionals utilitzen el color blau en les seves banderes i com a color identificatiu, com les Nacions Unides i les seves agències (UNICEF, FAO, UNESCO, etc.); l'OTAN (on simbolitza el color de l'oceà Atlàntic i la Unió Europea. En aquests últims casos, l'oposició durant la guerra freda al bloc comunista (que utilitzava el color vermell) era àmpliament utilitzada a l'hora d'acolorir les representacions cartogràfiques de diversos fets interpretables políticament (enfront dels seus rivals en aliances militars como el Pacte de Varsòvia o econòmiques com el COMECON).

Bandera de la Unió Europea.

#### Nacions Unides
El color blau l'usa l'ONU en missions de pau, apareix a la seva bandera i en les boines dels militars enviats per l'ONU a països en guerra o en conflicte per acabar amb un enfrontament polític o intentar protegir la població civil entre altres objectius humanitaris.

Bandera de les Nacions Unides
Bandera de la Unesco.

## Blanc

Pavelló reial de França de 1638 a 1790, de 1814-1815, i de 1815-1830).

El color blanc en política està associat al moviment monàrquic. Prové del Pavelló reial de França. El blanc simbolitzava el diví i Déu, per la qual cosa Lluís XIII de França canvià el pavelló blau amb les tres flors de lis pel blanc. En contraposició la bandera tricolor (blava, blanca i vermella) es convertí en la insígnia de la revolució francesa, tant el 1789, com en les successives revolucions de principis del segle xix. El tricolorisme també s'associaria al republicà a Espanya però amb els colors vermell, groc i violat.
Després de la revolució russa d'octubre de 1917, es produí una guerra civil entre l'exèrcit roig i els denominats blancs, que englobava els monàrquics, defensors del tsarisme, juntament amb altres reaccionaris contra el bolxevisme. També hi hagué una situació similar entre rojos i blancs a la Guerra Civil Finlandesa.

### Itàlia
A Itàlia aquest color juntament amb el vermell representa els partits catòlics (Partiti cattolici), ja que, el blanc del blasó del partit està en plata (blanc) i la creu en gules (vermell).

### Pacifisme
El blanc també s'associa a la rendició en períodes bèl·lics o al moviment pacifista.

## Gris

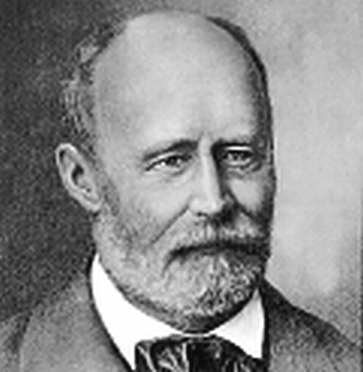
Paul Anton de Lagarde.

El gris fou el color triat pel polític i escriptor alemany Paul de Lagarde com el símbol dels liberals en el segle xix i s'integrà en la Internacional Grisa.
En el mateix país l'usa el partit Die Grauen – Graue Panther (els grisos) són un grup polític per defensar els interessos de les persones de la tercera edat i estabilitzar el pla de pensions de l'estat.

### Espanya
A Espanya està associat a la policia del franquisme, denominada els grisos pel color del seu uniforme (Cos de Policia Armada i de Trànsit d'Espanya). En la transició s'optà per canviar el color pel marró com a estratègia d'imatge per desvincular-la de la repressió política, al mateix temps que es canviava de nom (Cos Nacional de Policia d'Espanya).

### Estats Units d'Amèrica
Està també associat històricament amb els Estats Confederats d'Amèrica pel gris dels uniformes confederats durant la Guerra Civil dels Estats Units.

## Marró

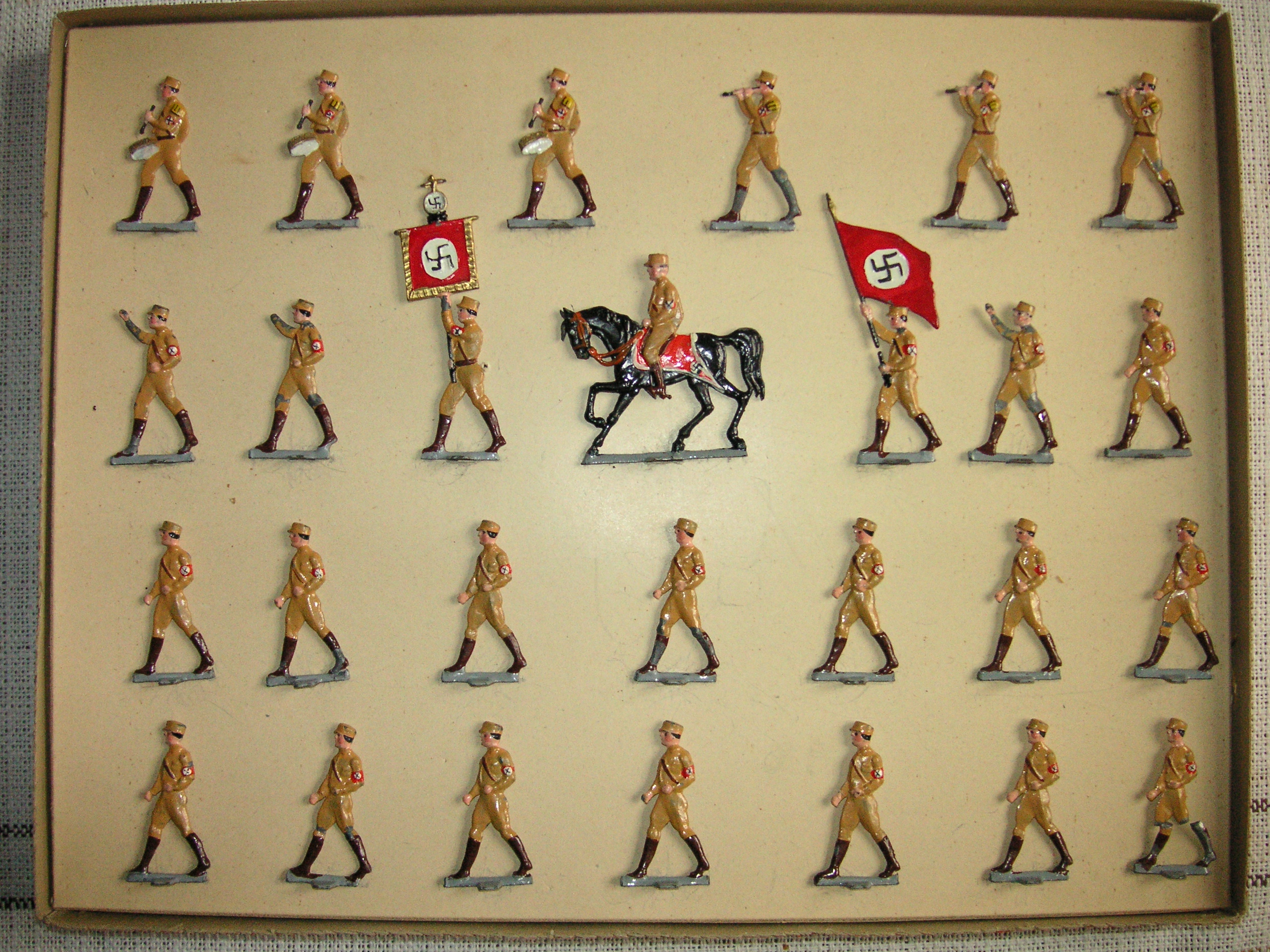
Soldats de plom de les SA amb uniforme marró.

El marró s'associa al nazisme per ser el color utilitzat per la SA (Sturmabteilung o tropes d'assalt. Aquesta elecció fou a causa d'un motiu funcional i no simbòlic: després de la Primera Guerra Mundial quedà un gran lot a baix cost d'uniformes de color marró per a les tropes que, en principi, anaven cap a Àfrica però amb la fi de la guerra no es feren servir.
Els uniformes eren a Àustria i el 1924 el partit nazi (NSDAP) i la força paramilitar de les SA els compraren provisionalment. Finalment el novembre de 1926 s'introduí oficialment i es conservà com a uniforme bàsic per a ambdues organitzacions. Aviat el color marró quedaria associat al nazisme, fins i tot després de la destrucció de les SA durant la nit dels ganivets llargs.

## Taronja

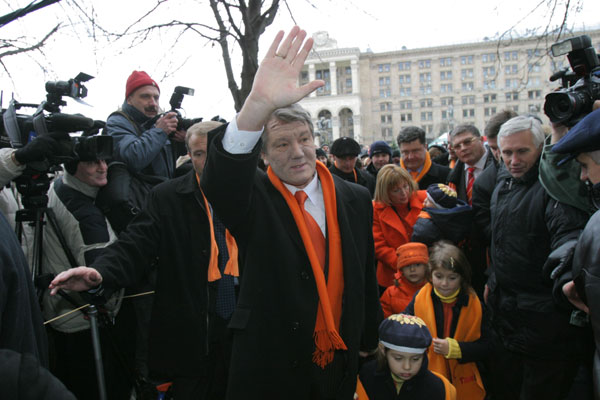
Víktor Iúixtxenko durant la Revolució Taronja a Ucraïna.

El taronja és un color de poca identitat vinculada a un ideal polític. Això no obstant majoritàriament a Europa i en altres molt països occidentals es representen els partits democristians amb aquest color.
El Partit Popular d'Espanya canvià per a la campanya electoral de les municipals de l'any 2007 de color predominant, del blau (en principi més conservador) al color taronja (més jove i dinàmic encara que també conservador). A més que el taronja és el color predominant dels partits democristians en la resta de països europeus. El fet d'aquest canvi vingué després de la famosa Revolució Taronja a Ucraïna, portada a terme per Víktor Iúixtxenko contra el frau electoral.
Tanmateix, el PP progressivament ha tornat al blau i ha reservat el taronja per al color de les lletres dels eslògans o per a fons que es combinen amb el blau i el blanc, on torna a predominar el blau novament.
Seguint també l'exemple de la revolució taronja, nombrosos grups i organitzacions d'Orient Pròxim han adoptat el taronja com a color representatiu. Països com el Líban, Palestina, Egipte i Bahrein (Wa'ad o National Democratic Action Society).

### Canadà

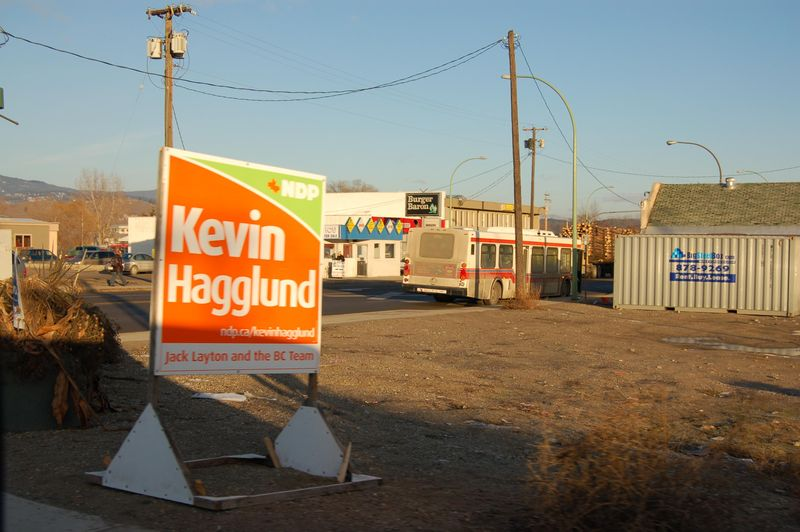
Cartell del NDP.

A Canadà el New Democratic Party (Nou Partit Democràtic) és una excepció dins dels partits socialdemòcrates, en lloc d'usar el vermell usen el taronja, que és més democratacristià i conservador a occident.

### Irlanda
A Irlanda el color taronja representa els protestants de l'illa i amb ells a l'unionisme, postura per la qual es propugna la unió de la totalitat d'Irlanda amb el Regne Unit. També cal fer referència a la protestant Orde d'Orange.

### Països Baixos

Bandera de la revolució dels Països Baixos.

Als Països Baixos, el taronja està vinculat al convervadorisme i als partits monàrquics, ja que Orange és el nom de la Casa reial neerlandesa i l'associació nacional. Globalment concorda amb el conservador però no en el monàrquic on predomina més el blanc en la vinculació d'aquest color amb els defensors de la monarquia.

### Regne Unit
És el color de l'històric Partit Lliberal del Regne Unit que fou un dels dos partits polítics britànics més grans des del segle xix fins a la dècada de 1920. A partir de llavors i fins a la seva fusió amb el Partit Social Demòcrata el 1988 a ser el tercer en importància.

### República Txeca
Segueix una línia similar al del Partit Popular d'Espanya. Els seus colors eren el vermell i el verd (colors de la flor rosa socialdemòcrata). I es tornaren taronges per la revolució taronja ucraïnesa del 2006.

## Negre
El negre s'associa políticament a dues ideologies molt oposades: l'anarquisme i el feixisme. El color negre de les sotanes dels capellans i de l'hàbit religiós d'alguns ordes religiosos (dominics jesuïtes) fa que l'associem al clergat i per extensió a l'Antic Règim i a la reacció.

### Anarquisme

Bandera negra anarquista amb el símbol anarquista.

El negre, també utilitzat pels diversos moviments anarquistes, s'usa per combinar-lo amb un altre segon simbolitzant una branca anarquista:
- Vermella i negra: anarcosindicalisme.
- Groga i negra: anarcocapitalisme.
- Porpra i negra: anarcofeminisme.
- Verda i negra: anarcoecologisme.
- Lila i negra: anarquisme queer.
- Blanca i negra: anarcopacifisme

El color negre s'ha associat a l'anarquia des de finals del segle xix. Molts grups anarquistes contenen la paraula "negre" als seus noms. La uniformitat de la foscor en la bandera simbolitza la terra fèrtil (negra) representant la vida, i la puresa de l'ideal àcrata (el color negre no s'embruta).
Així també, representa l'internacionalisme en què aquest renega qualsevol tipus de límits. Una simple bandera negra és gairebé com una antibandera (les banderes acolorides representen, generalment, símbols de nacions). D'altra banda, una bandera blanca és el símbol de rendició davant una força superior, per tant una bandera negra es pot veure amb significat contrari, rebel·lió, resistència o insubmissió.
A Rússia l'exèrcit negre o Exèrcit Revolucionari Insurreccional d'Ucraïna fou un grup armat d'anarquistes que, en un començament, combaté al costat de l'exèrcit roig durant la Guerra Civil Russa. Després de la traïció els bolxevics a l'exèrcit negre, volent englobar tots dos exèrcits sota una mateix cúpula i després d'assassinar diversos dels seus dirigents, l'exèrcit negre lluitaria contra l'exèrcit roig des de llavors. Finalment fou derrotat el 1921, sobrevivint una guerrilla makhnovista (de Nestor Makhno, un dels seus més brillants dirigents) que lluitaria fins al 1924.

### Feixisme

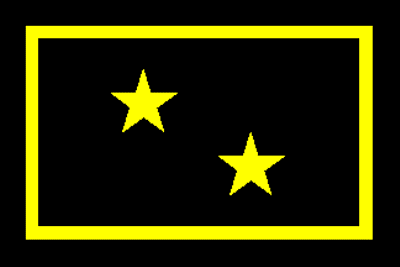
Bandera del MSVN.

S'associa políticament amb el feixisme per les camises negres que vestien els feixistes italians. El nazisme, en canvi, optà pel color marró en les camises marrons de les SA, encara que les SS usaven el color negre. A l'Estat Espanyol l'imitaren en els anys trenta els camises negres enquadrats paramilitarment en les Joventuts d'Acció Popular JAP (liderats per Ramón Ruiz Alonso i associats amb la CEDA, la principal força de dretes). També hi hagué blackshirts a Anglaterra i camises negres a Finlàndia, en tots dos casos d'orientació feixista.
Tanmateix, els primers que començaren a vestir les camises negres (en italià camicia nera) foren els Arditi (Associazione Nazionale Arditi d'Italia) comandada per Giuseppe Bassi. Era un grup ultranacionalista però que no era feixista (encara no existia el feixisme). S'encarregaren de l'annexió de Fiume a Itàlia organitzada per Gabriele d'Annunzio. Mussolini, atret per la violència del grup paramilitar, crearia les Fasci di combattimento semblants als arditi per a frenar el denominat bienni vermell italià (1919-1920), després del qual molts arditi s'acabarien unint al feixisme. Després de la fundació del Partit Nacional Feixista es crearia el 1923 la milícia voluntària per a la seguretat nacional (Milizia Volontaria per la Sicurezza Nazionale o MSVN) que es convertiria en la policía i el servei d'espionatge feixista.
Un bon exemple de les confusions i malinterpretacions entre colors polítics i altres colors amb un significat diferent (que poden representar una passió, una emoció o bé una altra cosa ben diferent) és el que ha ocorregut amb La camisa negra, una cançó d'amor de Juanes en què al·ludia al negre com un color de pena o tristesa. Fou malinterpretada pels feixistes italians, que feien el salut romà quan sonava aquesta cançó a les discoteques; també equivocadament, diversos grups antifeixistes demanaren el boicot de la cançó considerant el seu autor i intèrpret com feixista.

### Excepcions
A Alemanya i Àustria el negre l'usen els partits democratacristians. Alguns grups islamistes usen el negre, a part del verd, com a color polític.

## Vermell

Bandera roja de la Unió Soviètica.

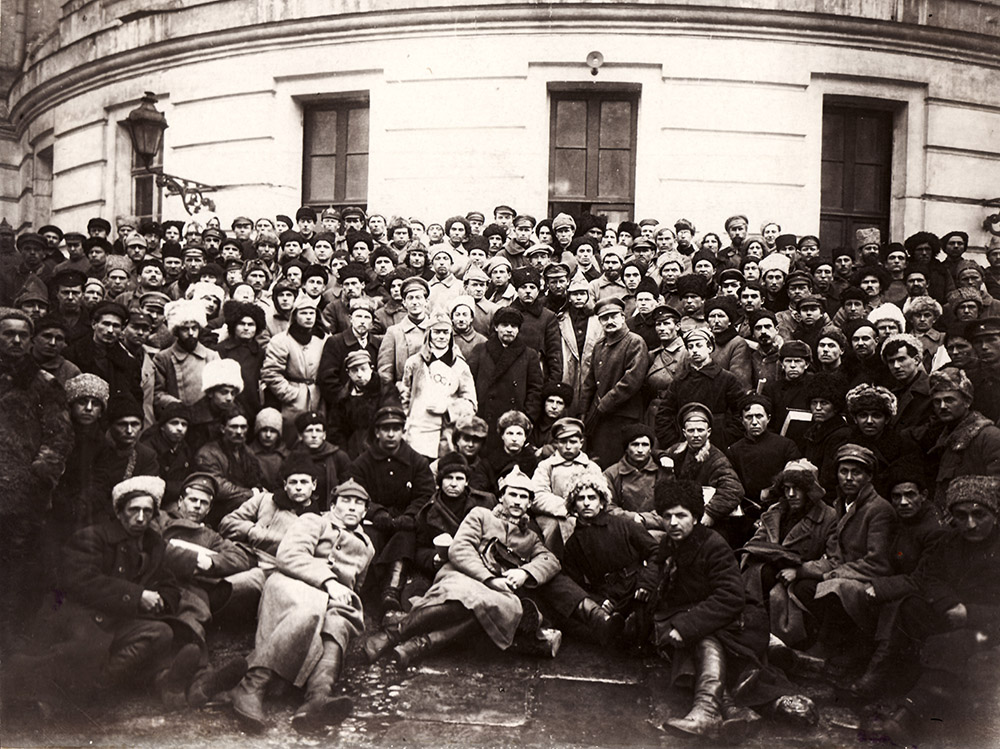
Lenin i Trotski amb un grup de soldats de l'exèrcit roig.

El vermell s'associa al moviment obrer (pot ser que la causa sigui per inspiració als revolucionaris camises roges de Garibaldi, encara que se'n es coneix el motiu), fonamentalment al d'orientació marxista, tant al socialisme (ja sia socialisme revolucionari o socialdemòcrata) com al comunisme. La victòria del partit boltxevic a la Revolució d'Octubre de 1917 va convertir Rússia en el primer país on es pretenia establir un sistema comunista, identificant a la Unió Soviètica com el leninisme, i posteriorment l'estalinisme amb el color vermell, elegit com a color de la seva bandera juntament amb el símbol de la falç i martell. Aquest color impregnà tot el nomenclàtor, els lemes i la simbologia dels països del bloc comunista a l'est d'Europa, a la Xina, Corea del Nord, Vietnam, Cuba i altres països d'influència soviètica, que l'usaren com a senyal principal d'identitat i propaganda (cosa que en alguna ocasió podia fins i tot entrar en conflicte amb els colors corporatius en les empreses capitalistes, com es ridiculitza a la pel·lícula Uno, dos, tres, de Billy Wilder -1961-, ambientada en el Berlín de la guerra freda). Alguns exemples són: la Plaça Roja de Moscou (en aquest cas, simplement s'accentuà o amplià el significat, per mera coincidència, ja que el nom el tenia abans de l'arribada del comunisme), l'Exèrcit Roig, la Jove Guàrdia Roja i el Llibre Roig de Mao.

### Excepcions

#### Argentina
En la Història de l'Argentina, el vermell s'associa al Partit Federal, un dels que lluitaren pel predomini polític al llarg del segle xix; era un partit popular, de caràcter vagament conservador.

#### Partido colorado
A Paraguai i Uruguai hi ha partits tradicionals denominats Partido Colorado, que utilitzen el color vermell.

#### Estats Units d'Amèrica
El Partit Republicà dels Estats Units utilitza el color vermell. La seva posició més a l'esquerra o la dreta del Partit Demòcrata dels Estats Units ha variat històricament, essent considerat ara com ara el principal partit de dreta.

## Verd

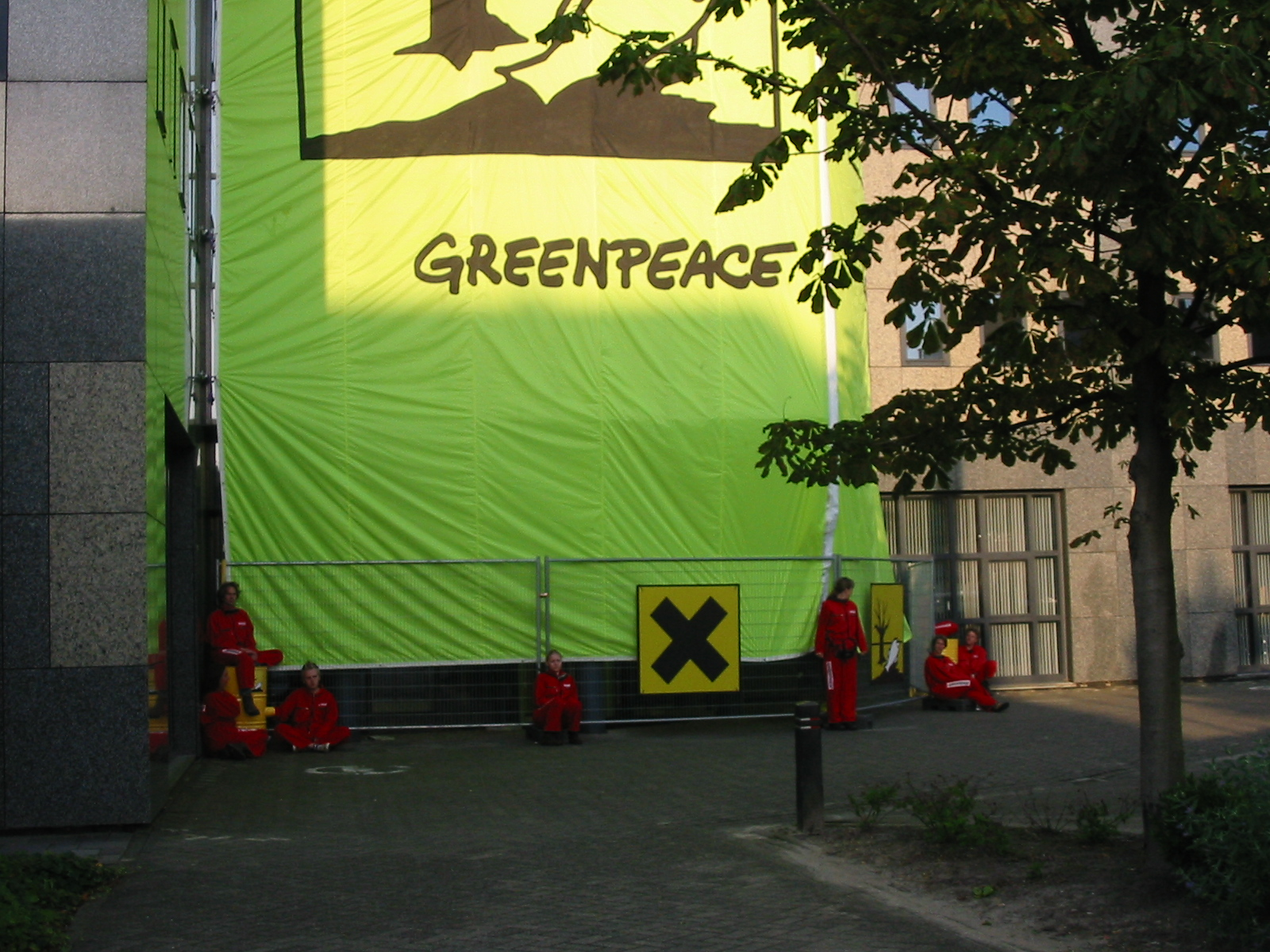
Pancarta de Greenpeace.

El verd, a causa del predomini d'aquest color en el món vegetal, s'associa al moviment ecologista, de fet, la plataforma ecologista i pacifista més important es denomina Greenpeace (Pau verda). Hi ha diversos partits ecologistes en el món i unànimement usen aquest color. A Espanya es troben els Verds, de la mateixa manera que a la resta de països s'usa aquest nom o un de similar.
El verd també és utilitzat per associacions i moviments agraris arreu del món. A Espanya hi ha la UPA i l'ASAJA.
En canvi, l'ús de camises verdes fou propi de moviments propers al feixisme dels anys trenta: la Guàrdia de Ferro a Romania i l'Integralisme brasiler.

### Espanya
A Espanya el verd s'associa a la monarquia, ja que durant les dues repúbliques espanyoles, els carlistes, cedistes i altres monàrquics cridaven ¡VERDE! (Viva El Rey De España) i des de llavors s'ha associat el color verd a la monarquia espanyola. A més, durant el franquisme els monàrquics espanyols portaven a la solapa un llaç verd per a identificar-se entre ells.
El llaç verd (una tira de tela verda enganxada amb un imperdible) ha tingut diversos significats a l'Estat espanyol, com el suport als presos d'ETA (com a resposta al llaç blau utilitzat el 1993, i influït pel llaç verd dels republicans irlandesos) o la reclamación de acciones contra el cambio climático.

### Imperi Romà d'Orient
Els verds o prasinoi (color que distingia un dels quatre equips de les curses de quadrigues) eren l'ala oposada a la postura blava i donaven suport al monofisisme. Principalment eren els romans d'Orient que pertanyien a les províncies orientals i del sud (Egipte, Síria...) i eren comerciants, promotors de la indústria i també els que pertanyien al funcionariat civil. Reberen el suport de l'emperador Anastasi durant el seu govern.

### Irlanda

Bandera d'Irlanda.

És el color representatiu del nacionalisme irlandès. Prové del trèvol. El verd apareix en la bandera irlandesa i representa els catòlics del país i la franja taronja, els protestants. Hi ha entre ambdós una franja blanca que representarà a la pau que arribarà al país.

### Islam

Bandera verda de Hamàs.

El verd és el color de la identitat musulmana, i per això s'usa en banderes i estandards de múltiples estats, organitzacions i grups islàmics, que van des d'Aràbia Saudita fins a l'organització palestina Hamàs.

### Regne Unit
El verd blavós o verd marí (en anglès: sea green) era el color dels membres del grup dels Anivelladors o en anglès the levellers al segle xvii, per aquesta raó s'associa, a vegades, amb el llibertarisme.

### Rússia
Durant la Guerra Civil Russa l'Exèrcit Verd participà com a element nacionalista rus lluitant en ambdós costats: Els roig-i-verds els que s'uniren a les files de l'exèrcit roig i els blanc-i-verds els que s'uniren a l'exèrcit blanc.
Usaven aquest color com a element nacional perquè el color de l'uniforme de l'exèrcit rus era verd.